# Château de Prades (Lozère)
Pour les articles homonymes, voir Prades.
Le château de Prades est un château situé à l'entrée du village homonyme, sur la commune de Sainte-Enimie en Lozère, en France.
De nos jours, il s'agit d'une propriété privée. Le château n'est pas ouvert aux visiteurs et il est utilisé par les propriétaires comme lieu de résidence.

## Présentation
Le chateau se compose d'un corps de logis, au sud, et d'une chapelle, au nord. Les deux bâtiments sont reliés par un mur d'enceinte, qui courait également sur les fronts nord et ouest, délimitant ainsi une cour intérieure. Une tour carrée est adjointe à l'angle nord-ouest, et deux petits bâtiments bas en appentis sont adjoints à la facade nord du corps de logis.

## Histoire
Le chateau de Prades est hérigé au début du XIIIe siècle. En 1283, il entre sous la possession de l'abbaye de Sainte-Enimie, afin de renforcer défensivement celle-ci. Il jouera un rôle dans les guerres de religion, au cours desquelles le château est assiégé par les forces protestantes. En leur résistant, il stoppe leur avancée vers l'ouest. À la révolution, le château de Prades devient un bien national.
S'ensuit une période trouble au cours de laquelle le lieu sera reconverti en exploitation agricole, et finalement abandonné en 1950. Dix ans plus tard, en revanche, sa restauration comme maison de vacance est entreprise par la caisse des dépôts et consignations. Il redevient ainsi une propriété privée en 1972, lorsqu'il est acquis par son propriétaire actuel.
En 1974, à la lumière de l'étude historique et archéologique de son nouveau propriétaire, le chateau est inscrit sur la liste des monuments historiques.

## Situation
Le château est situé sur la commune de Sainte-Enimie et surplombe les gorges du Tarn. Bâti au XIIe siècle ou XIIIe siècle, il est inscrit monument historique une première fois en 1974, remplacé par un autre arrêté d'inscription en 2009. Il est désormais propriété privée, et sa visite est impossible.

### Sources et références
1. 1 2 3  Notice no PA00103918, sur la plateforme ouverte du patrimoine, base Mérimée, ministère français de la Culture
2. 1 2  « CHATEAU DE PRADES », sur Lozère Tourisme, 22 avril 2015 (consulté le 8 février 2024)
3. 1 2  « Château de Prades », sur Région Midi-Pyrénées Languedoc Roussillon (consulté le 8 février 2024)
4. ↑  « CHATEAU DE PRADES », sur Gorges du Tarn Tourisme, 22 avril 2015 (consulté le 8 février 2024)